# Adelomyrmex boltoni
Adelomyrmex boltoni là một loài kiến. Loài này được phát hiện vào 1982-10-25 bởi F. Baud ở Paraguay và được mô tả bởi Fernandez, F. năm 2003. Các dữ liệu tiếp theo được đóng góp bởi Wild, A. L. năm 2007.